# Georg August Detharding

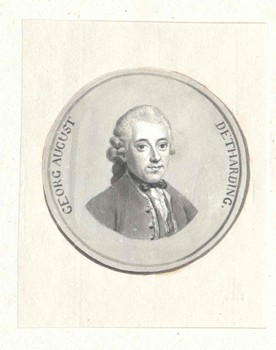
Georg August Detharding

Georg August Detharding (* 9. Dezember 1717; † 13. Oktober 1786) war ein Rechtsgelehrter des 18. Jahrhunderts.

## Leben
Georg August Detharding war der dritte Sohn des Professors der Medizin Georg Detharding, der bis 1732 an der Universität Rostock, später in Kopenhagen lehrte. Seine beiden älteren Brüder waren der Mediziner Georg Christoph Detharding und der Lübecker Bürgermeister Georg Wilhelm Detharding. 
Er studierte Rechtswissenschaften, ab April 1731 an der Universität Rostock, und wurde hier im Wintersemester 1738/39 zum Magister promoviert. 1744 und 1747 wurde seine Matrikel erneuert. 
Georg August Detharding wirkte von 1741 bis 1749 am Christianeum in Altona, ab 1743 dort als Professor für Staatsrecht und Geschichte. Er führte nacheinander die Titel eines königl. dänischen Kanzleiassessors, Justizraths und Etatsraths. Das Domkapitel am Lübecker Dom berief ihn 1752 zu seinem Syndikus.
Seine überlassenen Gelegenheitsschriften bezeugen seine aktive Auseinandersetzung und Teilhabe an den Quellenforschungen über deutsches Recht, die in Schleswig-Holstein insbesondere von Johann Carl Heinrich Dreyer und Ernst Joachim Westphal betrieben wurden. Er übersetzte Herodians Römische Historie nach der Übersetzung in das Dänische von Ludvig Holberg sowie diverse eigene Werke Holbergs.

## Einzelbelege
1. ↑  Eintrag im Rostocker Matrikelportal
2. ↑  Eintrag im Rostocker Matrikelportal
3. ↑  Eintrag im Rostocker Matrikelportal
4. ↑  Eintrag im Rostocker Matrikelportal
5. ↑  Lehrerinnen und Lehrer des Christianeums seit 1738. S. 7; Archiv des Christianeums 2002. Siehe auch: Verzeichnis der Lehrer des Christianeums 1738–1938. Aufgestellt von Heinz Schröder. In: 200 Jahre Christianeum zu Altona 1738–1938. Festschrift zur Zweihundertjahrfeier des Christianeums in Hamburg-Altona, hrsg. von Heinz Schröder. Hamburg 1938, S. 271
6. ↑  nach ADB.
7. ↑  Laut ADB. Herodiani römische Historie in acht Büchern / nebst einer Vorbereitung des Herrn Ludw. Holbergs. uebersetzt von Georg Aug. Detharding, Kopenhagen und Leipzig 1747.

| Personendaten    | Personendaten            |
| ---------------- | ------------------------ |
| NAME             | Detharding, Georg August |
| KURZBESCHREIBUNG | deutscher Jurist         |
| GEBURTSDATUM     | 9. Dezember 1717         |
| STERBEDATUM      | 13. Oktober 1786         |